# Albert Betts
Albert Betts (Birmingham, 8 de fevereiro de 1888 — Thornton Heath, 13 de fevereiro de 1924) foi um ginasta britânico que competiu em provas de ginástica artística pela nação.
Betts é o detentor de uma medalha olímpica, conquistada nos Jogos Olímpicos de Estocolmo 1912. Na ocasião, foi o medalhista de bronze da prova coletiva ao lado de seus 22 companheiros de equipe, quando foi superado pelas seleções da Itália e Hungria, primeira e segunda colocadas respectivamente.